# Karangwotan
Karangwotan is een bestuurslaag in het regentschap Pati van de provincie Midden-Java, Indonesië. Karangwotan telt 3495 inwoners (volkstelling 2010).